# Belafonte Sensacional
Belafonte Sensacional es un grupo de rock y folk formado en la Ciudad de México en 2009.

## Historia
Belafonte Sensacional es el nombre artístico que en 2009 comenzó a usar Israel Ramírez para interpretar sus canciones hasta convertir en una banda el proyecto. Ramírez es un músico originario de la alcaldía de Iztapalapa. El nombre «Belafonte Sensacional» fue tomado de la película La vida acuática con Steve Zissou de Wes Anderson, aunque Ramírez ha mencionado que también remite a las revistas populares mexicanas de estilo pulp llamadas "Sensacional" como Sensacional de traileros, Sensacional de barrios y otras.
La crítica ha llamado el estilo de Belafonte como folk mexicano. Entre las influencias estilísticas que ha citado Belafonte Sensacional están Bob Dylan, Wilco, Bright Eyes, Woodie Guthrie, The Kingston Trio, Johnny Cash, Nick Drake, el Movimiento rupestre, los músicos Rockdrigo González, Jaime López Trolebús y Three souls in my mind así como Juan Gabriel. En sus canciones se han incluido referencias de la literatura mexicana como la novela Gazapo de Gustavo Sainz, así como jerga popular de la Ciudad de México y referencias a sitios de la misma:

¿Qué transa valedor, qu̟é Pedro, qué pasión?
jálate a la casa que mi casa es tu cantón
abrimos unas chelas, unos toques y un jalón
"Valedor" de Belafonte Sensacional

Tú vas para Observatorio
Yo voy para Pantitlán
"Caramelos de cemento" de Belafonte Sensacional

## Miembros
- Israel Ramírez, guitarra acústica, dobro y voz solista.
- Apache O'Raspi, bajo eléctrico.
- Emilio Guerrero, batería.
- Alejandro Guerrero (ElAle), armónica y coros.
- Emmanuel García (Choby), trompeta.
- Enrique Álvarez (El Gober), coros.
- Carlos Bergen Dyck (Perritos Genéricos), guitarra.
- Pablo Mendía, teclado.
- Andrea Grain Hayton, visuales.

## Discografía

### Álbumes
- 2025: Llamas llamas llamas
- 2019: Soy piedra
- 2017: Destroy[8]
- 2014: Gazapo
- 2010: Petit riot[9]

### EP
- 2023: En vivo desde el Salón Los Ángeles

### Otros
- 2014: "Verte regresar" con Paulina Lasa, en el acoplado De Vuelta a Casa, compilado de canciones por Ayotzinapa.